# Dymasius macilentus
Dymasius macilentus es una especie de escarabajo del género Dymasius, familia Cerambycidae. Fue descrita científicamente por Pascoe en 1859.
Habita en India y Sri Lanka. Los machos y las hembras miden aproximadamente 21-35 mm. El período de vuelo de esta especie ocurre en el mes de mayo.